# Tristan Calvez
Pour les articles homonymes, voir Calvez.
Tristan Calvez est un comédien français né en 1979 à Vernon (Eure).

## Biographie
Bien connu grâce à son rôle de Sébastien, le fiancé de Julie de Bona, dans la série Une famille formidable (depuis 1994, même s'il joue le rôle du frère de Julien dans le deuxième épisode de la saga en 1992), il faisait ses études entre autres à l'École d'art dramatique de Vernon. Sur les planches, il a joué dans Les Exilés de James Joyce et dans D'un pièce à l'autre. À la télé, il est connu depuis 1984 : Claude Boissol lui offre un rôle aux côtés de Danièle Évenou et Xavier Saint-Macary dans Marie Pervenche : Un hérisson dans la tête, suivi par un rôle principal dans Salut les homards, où il incarne Alex Rivière.
Il fait ses débuts au cinéma dans le rôle de Paul, dans La Lumière des étoiles mortes, avec Jean-François Balmer, Caroline Sihol et Richard Bohringer. Dans Madame le Proviseur, une série avec Danièle Delorme, il joue dans l'épisode Bob et Samantha, et dans Julie Lescaut dans La Mort de Jeanne. Il fait une apparition dans Les Cordier, juge et flic dans Rangée de voitures, où il campe le rôle de David, un petit garçon voisin des Cordier.
Aux côtés de Clotilde Courau dans Les Beaux Jours (2003) et en 2004, il joue le fils de Claude Jade et de son amant assassiné, Arnaud de Montcourtet, dans Le Secret (dans la série La Crim', un rôle très remarquable, parce qu'il a tué son père inconnu).
En 2010, il a fait partie du jury long métrage du festival de cinéma de Vernon, La Normandie et le Monde.

## Filmographie partielle

### Cinéma
- 2011 : Les Femmes du 6e étage de Philippe Le Guay : Le livreur de fleurs
- 1994 : La Lumière des étoiles mortes de Charles Matton : Paul
- 1992 : La Crise de Coline Serreau : Sylvain
- 1986 : Paris minuit de Frédéric Andréi

### Télévision
- 1984 : Marie Pervenche - épisode : Un hérisson dans la tête (séries TV) : L'enfant
- 1985 : Enquête sur une parole donnée: La lettre perdue, téléfilm de Pierre Koralnik : Jacques enfant
- 1986 : La Barbe-bleue, téléfilm de Alain Ferrari : Poucet
- 1987 : Les Jurés de l'ombre (TV Mini-Series) - épisode #1.1 : Michael
- 1988 : Salut les homards : Alex Rivière
- 1989 : Orages d'été : Denis
- 1990 : Orages d'été, avis de tempête : Denis
- 1991 : Paparoff - épisode : Paparoff et les loups
- 1992 - 2013 : Une famille formidable - 22 épisodes : Sébastien
- 1992 : Racket au lycée, téléfilm de Pierre Joassin : Laurent
- 1993 : Le Don, téléfilm de David Delrieux : Marc à 10 ans
- 1995 : Commissaire Moulin - épisode : Illégitime Défense (séries TV) : Laurent Leguen
- 1996 : Madame la proviseur - épisode : Bob et Samantha (séries TV) : Stéphane
- 1998 : Les Cordier, juge et flic - épisode : Rangée des voitures (séries TV) : David
- 2000 : Julie Lescaut - épisode : La mort de Jeanne (séries TV) : Ado RER
- 2003 : Les Beaux jours, téléfilm de Jean-Pierre Sinapi : Raymond
- 2006 : La Crim' - épisode : Le secret (séries TV) : Arnaud de Montcourtet
- 2006 : Vive la bombe !, téléfilm de Jean-Pierre Sinapi : un jeune soldat
- 2010 : L'Appel du 18 Juin de Félix Olivier : un soldat prisonnier français (non-crédité)